# 八佾舞
八佾舞为中国古代的一种祭祀舞蹈，是祭祀舞蹈中规格最高的，为天子所用。八佾舞的表演者分纵横八列，每列八人，共六十四人。按照周禮制定的禮法要求，應該是天子八佾，諸侯六，卿大夫四，士二。。